# Greneville-en-Beauce
Greneville-en-Beauce är en kommun i departementet Loiret i regionen Centre-Val de Loire strax norr Frankrikes mitt. Kommunen ligger i kantonen Outarville som tillhör arrondissementet Pithiviers. År 2022 hade Greneville-en-Beauce 672 invånare.

## Befolkningsutveckling
Antalet invånare i kommunen Greneville-en-Beauce
| Referens: INSEE |